# 鹼性飲食
碱性飲食（英語：Alkaline diet）也被稱為碱性灰烬飲食（alkaline ash diet）、碱酸飲食（alkaline acid diet）、酸灰烬飲食（acid ash diet）、酸鹼飲食（acid alkaline diet）或酸鹼體質論（pH Miracle Living）是泛指一类被認為可以平衡引起体液（包括尿和血液）酸鹼值变化並改善身體狀況的食物。這些食物本身其實並沒有什麼明確的相關性，並且時常基於一些對食物的誤解。由於缺乏可信的證據支持，大多的營養師及健康專業人士並不推薦這類方法。基於這類飲食建議食用未加工食品還是可能會產生一些健康益處，但這類益處與身體酸鹼度無關。

## 發展起源
鹼性飲食起源於酸灰假說（acid ash hypothesis），該假說主要與骨質疏鬆症的研究有關，並認為「酸灰」是造成骨質疏鬆症的危險因素，但目前的科學證據並不支持這一假設。這類假說衍伸出來的飲食方法並認為食物被身體消化後，會在身體內留下「灰燼」，而這些食物「灰燼」的水溶液pH值，決定了食物的酸鹼性。然而，大多数生物分子只要含有鈣、鐵、鎂、鋅及钠等元素，化学上来说他们的灰烬都会是碱性的。而鹼性飲食的支持者大多錯誤地認為這些食物的酸鹼值會影響身體或體液的酸度（pH），因此希望藉由飲食來調整身體pH值，並治療或預防疾病。但由於缺乏可信的證據支持這種飲食機制，大多的營養師及健康專業人士並不推薦這類方法。不過按照這種飲食的建議食用未加工食品還是可能會產生與身體酸鹼度無關的附帶健康益處。
雖然避免食用肉類、家禽、奶酪和穀物的飲食以使尿液酸鹼值更加偏向鹼性（更高的pH），但是量測或預估這些飲食改變尿液酸鹼值的效果相當困難，這使得藥物治療通常還是優先於飲食治療。尿液的酸鹼度是用以評估尿酸是否易溶於尿液中排出，與尿酸數值無關。在偏酸性的尿液環境下，尿酸不易排出體外並會增加腎結石的發生率。痛風患者的尿液如偏酸性，發生腎結石的比例約為正常人的四倍。 

## 替代醫學
鹼性飲食通常由替代醫學或營養補充劑的業者推廣，通常是為了商业利益。這些業者主要針對非專業觀眾，大多在網站、雜誌、直郵廣告和書籍上推廣，並主張使用這種飲食方法來治療或預防癌症、心臟病、慢性疲勞、肥胖症、過敏和其他疾病，但未有足夠的醫學驗證去支持。推廣者並聲稱通過酸鹼穩態機制將人類血液維持在pH 7.35到7.45之間。並將高於pH7.45稱為鹼中毒、低於pH7.35稱為酸中毒，並認為這兩種都是嚴重的情況。這些透過飲食對血液pH產生實質性影響來進行治療的想法也沒有得到科學研究的支持，且與人體生理學的假設違背。
有人提出能藉由這種飲食提升「能量」或是治療心血管疾病，但也沒有證據支持這些主張。羅伯特·歐·楊在他的著作《pH值奇蹟（The pH Miracle）》中主張可以使用這種飲食作為一種減肥方法。營養與飲食學會（Academy of Nutrition and Dietetics）指出，羅伯特的飲食方法中，強調吃綠色蔬菜和運動的部分確實可能對健康產生正向幫助。然而，他的飲食方法中對於那些複雜的禁食方案和依賴營養補充劑的等作法，所建立「模糊的理論」顯示其飲食方法「不是一種健康的減肥方法」。也有人提出酸性飲食會導致類風濕關節炎和骨關節炎，並可以透過鹼性飲食來治療這些疾病，同樣沒有證據支持這種作法。
尿液或唾液的酸鹼度則是被證明能夠測量疾病風險水平的指數，然而這兩種體液的pH值與身體的酸鹼度沒有相關性。

## 推廣者
鹼性飲食起源於1920年代由美國醫生William Howard Hay推廣的「Hay diet」，以及於1970年代由Gary A. Martin推廣的醫學營養療法。至於現時全世界有關鹼性食物的推手包括有：
- 羅伯特·歐·楊：因理論缺乏科學證據和實際效果而備受質疑[18]，其並於2014年因盜竊罪和無證行醫罪被捕，後被判三年零八個月有期徒刑[19]。2018年11月並被判賠一名癌症患者1.05億美元[20]。
- 愛德加·凱西
- D. C. Jarvis（英语：D. C. Jarvis）
- Herman Aihara（英语：Herman Aihara）